# Hjortdal Dyrefarm
Hjortdal Dyrefarm var en privat zoologisk have, der blev etableret i 2006 i Jammerbugt Kommune, og lukkede i 2022. Dyrefarmen var placeret ti kilometer udenfor Fjerritslev i byen Hjortdal, tæt ved både Slettestrand, Svinkløv og Blokhus.
Arterne talte flere forskellige geder og får, bl.a. mohairged og dværgeder. Af andre normale dyr kan der nævnes kaniner, marsvin, egern, grise og undulater. Farmen havde dog også flere anderledes dyr, bl.a. polarræve, næsebjørne, lamaer og silkeaber.
I 2014 blev der åbnet for at overnatte blandt dyrene, da man ønskede at gøre det muligt, at lære dyrenes natte- og morgenvaner at kende. De tre nybyggede shelters blev derfor placeret tæt ved geder, får og grise, da disse dyr ofte er aktive fra tidlig morgen til sen aften. Fremfor for kun at formidle med ord og fremvisning af dyrene, er det tanken, at formidlingen foretages på egen hånd.
Dyreparken udvidede så vidt muligt hvert år. I 2017 flyttede der to polarræve ind, som året efter fik tre unger. I 2018 var de nye beboere to silkeaber.